# حجاب شرعی در عصر پیامبر
حجاب شرعی در عصر پیامبر کتابی از امیرحسین ترکاشوند است که به بررسی پیشینهٔ حجاب در صدر اسلام می‌پردازد. ترکاشوند کار پژوهش این کتاب را از مهرماه ۱۳۸۴ آغاز کرد که تا مرداد ۱۳۸۸ به درازا کشید، سپس تا نیمهٔ سال ۱۳۸۹ تألیف آن ادامه پیدا کرد و با عدم صدور مجوز چاپ از وزارت فرهنگ در همان سال، نسخهٔ نهایی آن در اردیبهشت ۱۳۹۰ – سی‌ودومین سالگرد درگذشت نویسندهٔ کتاب مسئلهٔ حجاب – در فضای مجازی منتشر شد. گفتنی‌است نسخهٔ اولیهٔ این کتاب پیش از انتشار عمومی به صورت محدود در میان قرآن‌پژوهان و فقها و مراجع و شخصیت‌های برجستهٔ علمی منتشر شده بود. زان‌پس ویراست نهایی آن در قالب لوح فشرده و سرانجام در فضای مجازی پخش و پراکنده گردید.

## نقد
عبدالامیر خطاط، مجید دهقان، حسین سوزنچی، محمدعلی وطن‌دوست و دیگران به نقد این کتاب پرداخته‌اند.